# Бриопсидовые (порядок)
Брио́псидовые, или  сифо́новые (лат. Bryopsidales) — порядок зелёных водорослей из класса ульвофициевых (Ulvophyceae). Общее количество современных видов — 564. Некоторые систематики придают этому таксону ранг класса — Bryopsidophyceae.

## Ботаническое описание

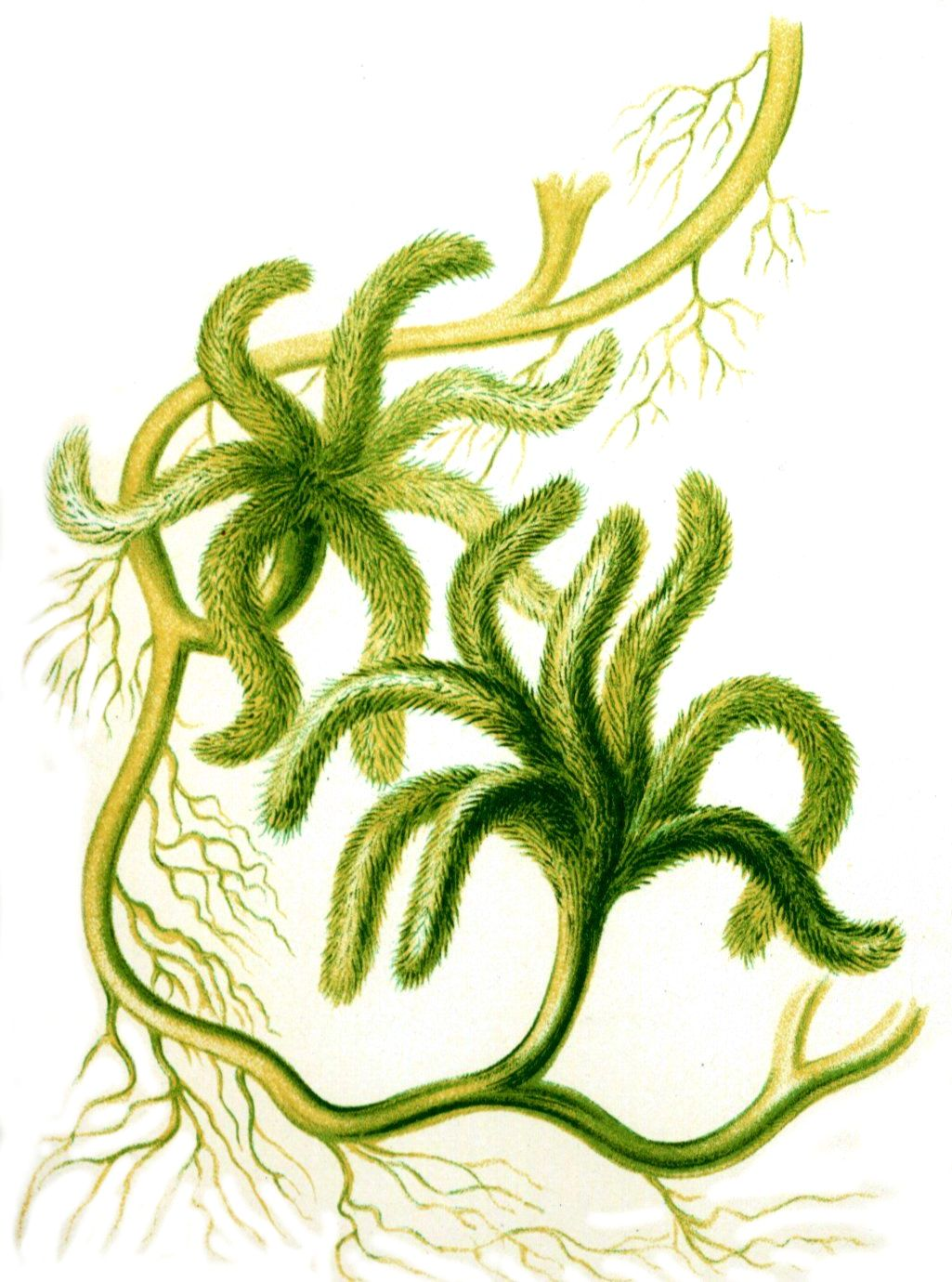
.

Все представители порядка обладают сифональным типом дифференциации таллома: организм представляет собой гигантскую многоядерную клетку — ценоцит, образующийся в результате роста и митотического деления ядер, которые не сопровождаются цитокинезом. В отличие от родственных сифонокладальных водорослей, клетка-сифон бриописидовых в ходе жизненного цикла не претерпевает сегрегативного дробления.
Центральную часть сифона занимает обширная вакуоль, цитоплазма с многочисленными ядрами и хлоропластами занимает пристенное положение. Хлоропласты обладают дисковидной или веретеновидной формой; когда хлоропласт один, он имеет сетчатое строение. Кроме обычных для зелёных водорослей пигментов, в хлоропластах содержатся два специфических ксантофилла — сифонеин и сифоноксантин.
Клеточная стенка, как правило, не содержит целлюлозу, в роли структурного полисахарида в ней выступают ксиланы либо маннаны. У некоторых представителей клеточная стенка обызвествляется.

## Распространение
Свыше 90 % всех современных бриопсидовых — морские организмы. Лишь некоторые представители высокоорганизованных семейств проникли в пресные воды и расселились в них. Бриопсидовые приурочены к тропическим и субтропическим морям, и только некоторые виды проникают в моря умеренной зоны.

## Классификация
Порядок включает 12 семейств:
- Bryopsidaceae Bory, 1829 — Бриопсидовые
- Caulerpaceae Kütz., 1843 — Каулерповые — единственный род Caulerpa[7]
- Chaetosiphonaceae F.F.Blackman & Tansley, 1902
- Codiaceae Kütz., 1843 — Кодиевые
- Derbesiaceae Hauck, 1884 — Дербезиевые
- Dichotomosiphonaceae G.M.Sm., 1950
- Halimedaceae Link, 1832 — Халимедовые
- Ostreobiaceae P.C.Silva ex Maggs et J.Brodie, 2007
- Pseudocodiacea L.Hillis-Colinvaux
- Pseudoudoteaceae
- Rhipiliaceae Dragastan et al., 1858
- Udoteaceae J.Agardh, 1887